# Елена Поптодорова

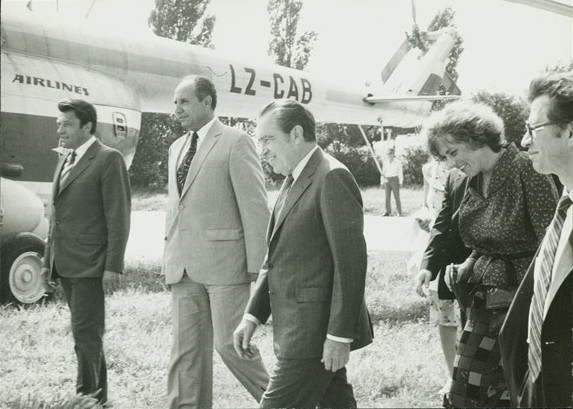
Поптодорова з Річардом Ніксоном у Варні, 1982 р.

Елена Бориславова Поптодорова-Петрова — болгарська дипломат, політик і громадська діячка, яка брала участь у створенні політики Республіки Болгарія щодо членства в Європейському Союзі. Авторка ряду публікацій з питань зовнішньої політики та безпеки, прав людини, питань меншин.

## Біографія
Елена Поптодорова закінчила Першу англійську мовну гімназію (1969), пізніше — англійську та італійську філологію в Софійському університеті «Климент Охрідськи» (1975). Відвідувала курси в університеті Лідса (1974), Сієнському університеті в Італії (1976, 1977 і 1978) і пройшла дворічний курс із міжнародних відносин і дипломатії в Університеті національної та світової економіки (1979).).
Володіє болгарською, англійською, італійською, російською, французькою мовами. Одружена, має одну дитину.

### Професійний досвід
- 2010—2016: Посол США.[4][5]
- 2009—2010: Директорка дирекції з питань політики та безпеки Міністерства закордонних справ.
- 2008—2009: Спеціальний посол у Чорноморському регіоні.
- 30 січня 2002 р. — 21 серпня 2008 р. — Надзвичайний і Повноважний Посол в США.
- У період з червня 2001 року по січень 2002 року — директорка Директорату міжнародних організацій та прав людини при Міністерстві закордонних справ (МЗС). З серпня 2001 року також є представницею міністерства.
- 1975—1990: працювала в Міністерстві закордонних справ, починаючи з 3-го секретаря і повноважного представника Народної Республіки Болгарія в Римі та Генерального консула Болгарії в Сан-Марино (1987-90)
- Колишня перекладачка Тодора Живкова.

### Політична кар'єра
- У період з червня 1990 р. по квітень 2001 р. була обрана членом списку БСП, послідовно в 7-му Великому Національному Зборах, а також в 36-й, 37-й і 38-й Національних Зборах Республіки Болгарія. Як член парламенту, вона працює в комітетах із закордонних справ, національної безпеки, радіо і телебачення, прав людини та сільського господарства.[4]

### Громадська діяльність
- Засновниця і член Ради директорів Атлантичного клубу Болгарії (з 1991 року)
- Член Опікунської ради Американського університету в Болгарії (з 1995 р.)
- Член Правління Асоціації планування сім'ї (з 1996 року)
- Член Правління Центру регіональних та геополітичних досліджень (з 1997 року)
- Член жіночого форуму у Вашингтоні (з 2003 року)
- Член Виконавчої ради з дипломатії, Вашингтон (з 2003 року)
- Почесний член Парламентської Асамблеї Ради Європи (січень 2002 року)

### Кар'єра після дипломатичної служби
У вересні 2016 року Поптодорова була призначена головою Центральноєвропейського офісу Американського єврейського комітету. 1 березня наступного року вона подала у відставку «з особистих причин».
Поптодорова є віце-президентом Асоціації Атлантичного договору і директором євроатлантичної діяльності в Болгарському Атлантичному Клубі.

### Справа в Польщі
- 28 лютого 2017 року ЗМІ в Болгарії поширили інформацію про те, що Елена Поптодорова була затримана у Варшавському аеропорті за крадіжку косметики з магазину безмитної торгівлі. Сама Поптодорова пояснює випадок як ненавмисну помилку, що завершилася штрафом.[9] Розглядаючи справу в польському суді, Поптодорова визнає крадіжку, а справу проти неї припиняють випробувальним терміном на один рік умовно.[10]